# Sinclairia moorei
Sinclairia moorei là một loài thực vật có hoa trong họ Cúc. Loài này được (H.Rob. & Brettell) H.Rob. & Brettell miêu tả khoa học đầu tiên năm 1974.